# جورج هیکنلوپر
جورج هیکنلوپر (انگلیسی: George Hickenlooper; ۲۵ مهٔ ۱۹۶۳ – ۲۹ اکتبر ۲۰۱۰) یک کارگردان، فیلم‌نامه‌نویس، و تهیه‌کننده اهل ایالات متحده آمریکا بود.